# 维克多·韦伯斯特
维克多·韦伯斯特（Victor Webster 1973年2月7日）是一位加拿大演员，他曾在电视剧异种战士中扮演了Brennan Mulwray。

## 早年
维克多·韦伯斯特生于加拿大卡尔加里，父亲为警官约翰·韦伯斯特。维克多·韦伯斯特具有意大利、德意志、英国、法国、苏格兰及西班牙血统。

## 電影作品
- 獵殺代理人（2009年）
- 魔蠍大帝3：為救贖而戰（2012年）
- 魔蠍大帝4：王權爭霸 (2015年)
- 冰峰暴（2019年）飾演:維克多·霍克

## 電視作品
- 我們的日子（1999年–2000年）電視劇
- 海灘遊俠（2001年）電視劇
- 慾望城市（2003年）電視劇
- 聖女魔咒（2006年）電視劇
- CSI犯罪現場：邁阿密（2007年）電視劇
- 重返犯罪現場（2007年）電視劇
- 血色月光（2007年）電視劇
- 新飛越情海（2009年）電視劇
- 犯罪心理（2010年）電視劇
- 識骨尋踪（2010年）電視劇
- 靈書妙探（2010年）電視劇
- 美女上錯身（2011年）電視劇
- CSI犯罪現場（2011年）電視劇
- 超越時間線（2012–2015年）電視劇
- 重返犯罪現場：洛杉磯（2011年）電視劇
- 妙警賊探（2012年）電視劇
- 極品老媽（2015年）電視劇